# Tjuv och polis
Tjuv och polis utkom 1943 och är ett brädspel/sällskapsspel baserat på ett gammalt tema: Polisens jakt på tjuvar. En spelare sköter polismakten, övriga är tjuvar. Handlingen utspelar sig på 1940-talet.

## Spelets mål
De som spelar tjuvar ska stjäla så mycket pengar som möjligt genom att råna postkontor och banker och därefter fly från staden där spelet utspelar sig med båt, flyg eller tåg, Den som spelar polis ska fånga in tjuvarna och får pengar för det, den som har mest pengar vid spelets slut vinner.

## Spelet
Det är framför allt ett barnspel, men kan vara underhållande även för vuxna. Oftast får en vuxen vara polis, eftersom den rollen är lite mer utmanande än att spela tjuv. Ju fler spelare man är, desto svårare blir det att vara polis. Man får visserligen använda fler poliser ju fler tjuvar som deltar, men man slår fortfarande bara med en tärning och måste prioritera vilken tjuv man jagar i varje omgång. Helst vill polisen gripa tjuvar som har pengar på sig, eftersom man då får en del av bytet i hittelön. 
Polisbilen har fördelen att få flytta två rutor per öga på tärningen, men den kan inte följa med in i alla gränder och kan inte backa. Infångade tjuvar hålls kvar på polisstationen några spelvarv, men kommer sedan ut igen och kan hämta ut eventuella byten som de har gömt i tjuvnästet. Om tjuven har tillräckligt mycket pengar kan han välja att fly och därmed lämna spelet. Polisen har då en sista chans om en av konstaplarna i nästa drag hinner gå in på en telegrafstation för att stoppa tjuven och få honom gripen. 
Tjuvarna tävlar också mot varandra och den som flyr ur landet kan inte tjäna ihop mer pengar, så risken finns att en av de andra tjuvarna samlar ihop mer och lyckas ta sig undan. Dock blir det lättare för polisen ju fler tjuvar som flyr, så risken finns att de kvarvarande tjuvarna blir infångade. Om ingen tjuv finns kvar på fri fot på spelplanen är spelet slut. 